# عمود الماء (جنس)
عمود الماء (الاسم العلمي: Hydriastele)، جنسٌ متنوعٌ وواسع الانتشار من النباتات المُزهرة، ينتمي إلى فصيلة النخلية، وينتشر في شمال أستراليا، وميلانيزيا، وبولينيزيا، وجنوب شرق آسيا. كان الجنس يضم تسعة أنواع فقط حتى عام 2004، عندما قادت الأبحاث الجزيئية، المدعومة بأوجه التشابه الشكلي، علماء التصنيف إلى إدراج أعضاء أجناس الغولوبيا "Gulubia"، والغرونوفيلوم "Gronophyllum"، والسيفوكينتيا "Siphokentia"، في جنس عمود الماء. ويُعرف الآن نحو ٤٠ نوعًا منه.

## التأثيل
اسم جنس هيدرياستيلي مشتق من الكلمة اليونانية القديمة ὑδρο- (hudro-)، وتعني الماء، وστήλη (stḗlē)، وتعني العمود. يشير هذا إلى تفضيل النبات للنمو في المستنقعات أو بالقرب منها.